# Varto Terian
Varto Terian (persa: وارتو طریان)  (Tabriz, 11 de maig de 1896 - Teheran, 2 d'octubre de 1974) també coneguda amb el pseudònim LaLa, va ser una actriu i educadora armènia nascuda a l'Iran. Va ser la primera actriu de teatre de l'Iran.

## Joventut i educació
Varto Terian va néixer l'11 de maig de 1896 a Tabriz, Imperi Qajar en una família armènia. Quan era petita, la seva família es va traslladar a Teheran.
Després de batxillerat es va traslladar a Suïssa per continuar els seus estudis a la Universitat de Ginebra, on es va centrar en la interpretació. Quan va tornar a l'Iran, recentment s'havien format molts grups de teatre, inclosa la Societat de Teatre dels Joves Armenis a Teheran. Va conèixer el seu futur marit Arto Terian (1892-1954) a la societat de teatre, que més tard es va convertir en un actor i director de teatre d'èxit.

## Carrera professional
Després del seu matrimoni, el 1914 va iniciar la seva carrera teatral. A l'Iran durant les dècades del 1910 i 1920 es va prohibir a les dones actuar i assistir al teatre. Per tal de protegir la seva família, va actuar sota el nom de LaLa, i Arto va utilitzar el pseudònim d'Arizad. La parella va ser els principals membres del Teatre Armeni de Teheran des de 1923 fins a 1932. Més tard la parella es va unir a la Societat Jove de l'Iran, fundada per Abdolhossein Teymourtash.
Terian també va ser professor de llengua i literatura francesa al Col·legi de Mestres de Teheran. La seva filla va ser l'astrònoma i física Alenush Terian.